# Jean Defraigne
Pour les articles homonymes, voir Defraigne.
Jean Pierre Marie Olivier Germain Defraigne, né à Roosendaal en Nispen (Pays-Bas) le 19 avril 1929 et mort le 15 mars 2016, est un homme politique belge et militant wallon, ancien ministre et ancien président de la Chambre des représentants.

## Biographie
Jean Defraigne siégea pendant la 47e législature de la Chambre des représentants.
Il fut député européen de 1989 à 1994.
Il est le père de Christine Defraigne. C'est aussi un grand supporter du RFC Liège.
Il est inhumé au cimetière de Robermont à Liège.

## Distinctions
- Citoyen d'honneur de Liège[2]